# 顶芽新月蕨
顶芽新月蕨（学名：Pronephrium cuspidatum）为金星蕨科新月蕨属下的一个种。